# محاصره حلب (۱۲۶۰)
محاصره حلب (انگلیسی: Siege of Aleppo) محاصره‌ای بود که از ۱۸ ژانویه تا ۲۴ ژانویه ۱۲۶۰ ادامه یافت. رهبر مغول، هولاکو خان پس از تسلیم حران و ادسا از فرات گذشت، منبج را غارت کرد و حلب را در محاصره قرار داد.